# Oxymetopa phaeogramma
Oxymetopa phaeogramma är en fjärilsart som beskrevs av Turner 1943. Oxymetopa phaeogramma ingår i släktet Oxymetopa och familjen tandspinnare. Inga underarter finns listade i Catalogue of Life.